# 山田丘
山田丘（やまだおか）は、大阪府吹田市の町名。人口はごくわずかである。
- 吹田市の北東端、万博記念公園の北側に位置し、茨木市と接している。
- 地域内（町内）は全域、大阪大学吹田キャンパスである。山田丘1番1号は、大学本部となっている。

## 事業所
2016年（平成28年）現在の経済センサス調査による事業所数と従業員数は以下の通りである。
| 町丁   | 事業所数 | 従業員数 |
| ------ | -------- | -------- |
| 山田丘 | 83事業所 | 10,153人 |

## 学区
市立小・中学校に通う場合、学区は以下の通りとなる（2020年5月時点）。
| 番・番地等 | 小学校               | 中学校               |
| ---------- | -------------------- | -------------------- |
| 全域       | 吹田市立北山田小学校 | 吹田市立山田東中学校 |

## その他

### 日本郵便
- 郵便番号 : 565-0871[3]（集配局：吹田千里郵便局[7]）。